# Eptesicus guadeloupensis
Eptesicus guadeloupensis is een zoogdier uit de familie van de gladneuzen (Vespertilionidae). De wetenschappelijke naam van de soort werd voor het eerst geldig gepubliceerd door Genoways & Baker in 1975.